# Human Universe (bok)
Human Universe är en bok av den teoretiska fysiker Brian Cox och Andrew Cohen, utgiven 2014. Boken utforskar mänskligt liv, och förklaras på ett sätt som är förståeligt för den "allmänna läsaren". Boken är baserad på en serie med samma namn Human Universe.